# Jidiškajt
Jidiškajt (jidiš: ייִדישקייט) či jidiškejt v jidiš židovství, judaismus, přeneseně označení pro židovský způsob života u aškenázského židovstva. Tento pojem zahrnuje jak tradice a náboženské zvyky, tak i například kulturu, řeč (jidiš) a názorový pohled na svět u aškenázských charedim.
Před příchodem haskaly a emancipace Židů v Evropě bylo centrem jidiškajtu studium Tóry a Talmudu pro muže, rodina a společný život, jemuž vládlo dodržování halachy. Mezi potomky východoevropských charedim, kteří tvoří většinu Židů, kteří stále mluví jidiš, toto slovo svůj význam neztratilo.
Spolu s příchodem sekularizace si jidiškajt neudržel pouze význam židovských náboženských zvyků; za tímto pojmem se dnes skrývá mnoho hnutí, ideologií, zvyků a tradicí, na kterých se aškenázové podíleli. Nově se jidiškajt identifikuje i se způsobem řeči, druhem humoru, atp. 